# Liste der Kulturdenkmäler in Vendersheim
In der Liste der Kulturdenkmäler in Vendersheim sind alle Kulturdenkmäler der rheinland-pfälzischen Ortsgemeinde Vendersheim aufgeführt. Grundlage ist die Denkmalliste des Landes Rheinland-Pfalz (Stand: 25. März 2025).

## Einzeldenkmäler
| Bezeichnung                        | Lage                                     | Baujahr                  | Beschreibung                                                                              | Bild                           |
| ---------------------------------- | ---------------------------------------- | ------------------------ | ----------------------------------------------------------------------------------------- | ------------------------------ |
| Wegekreuz                          | Am Klauer Lage                           | 18. Jahrhundert          | Kreuzigungsgruppe, barock, 18. Jahrhundert                                                | Fotos hochladen                |
| Kriegerdenkmal                     | Friedhofsweg, auf dem Friedhof Lage      | 1920er Jahre             | Kriegerdenkmal 1914/18, neuklassizistisch, 1920er Jahre                                   | Fotos hochladen                |
| Katholische Pfarrkirche St. Martin | Hauptstraße 1 Lage                       | 1790                     | barocker Saalbau von 1790                                                                 | weitere Bilder Fotos hochladen |
| Wohnhaus                           | Hauptstraße 22 Lage                      | 1716                     | barockes Wohnhaus, teilweise Zierfachwerk, Krüppelwalm bzw. Schildgiebel, bezeichnet 1716 | Fotos hochladen                |
| Wohnhaus                           | Hauptstraße 34 Lage                      | um 1760                  | spätbarockes Wohnhaus, Fachwerkgiebel, um 1760                                            | Fotos hochladen                |
| Toranlage                          | Hauptstraße, an Nr. 36 Lage              | 15. oder 16. Jahrhundert | zweiteilige Toranlage, 15. oder 16. Jahrhundert; spätgotische Pforte, Torbogen            | Fotos hochladen                |
| Evangelische Kirche                | Raiffeisenstraße 1 Lage                  | 1870/71                  | romanisierender Saalbau, 1870/71                                                          | weitere Bilder Fotos hochladen |
| Wasserbehälter Vendersheim         | östlich des Ortes; Flur Am Krummweg Lage | 1905                     | Bossenquadertypenbau, Jugendstil, bezeichnet 1905                                         | weitere Bilder Fotos hochladen |